# Calle de la Luna

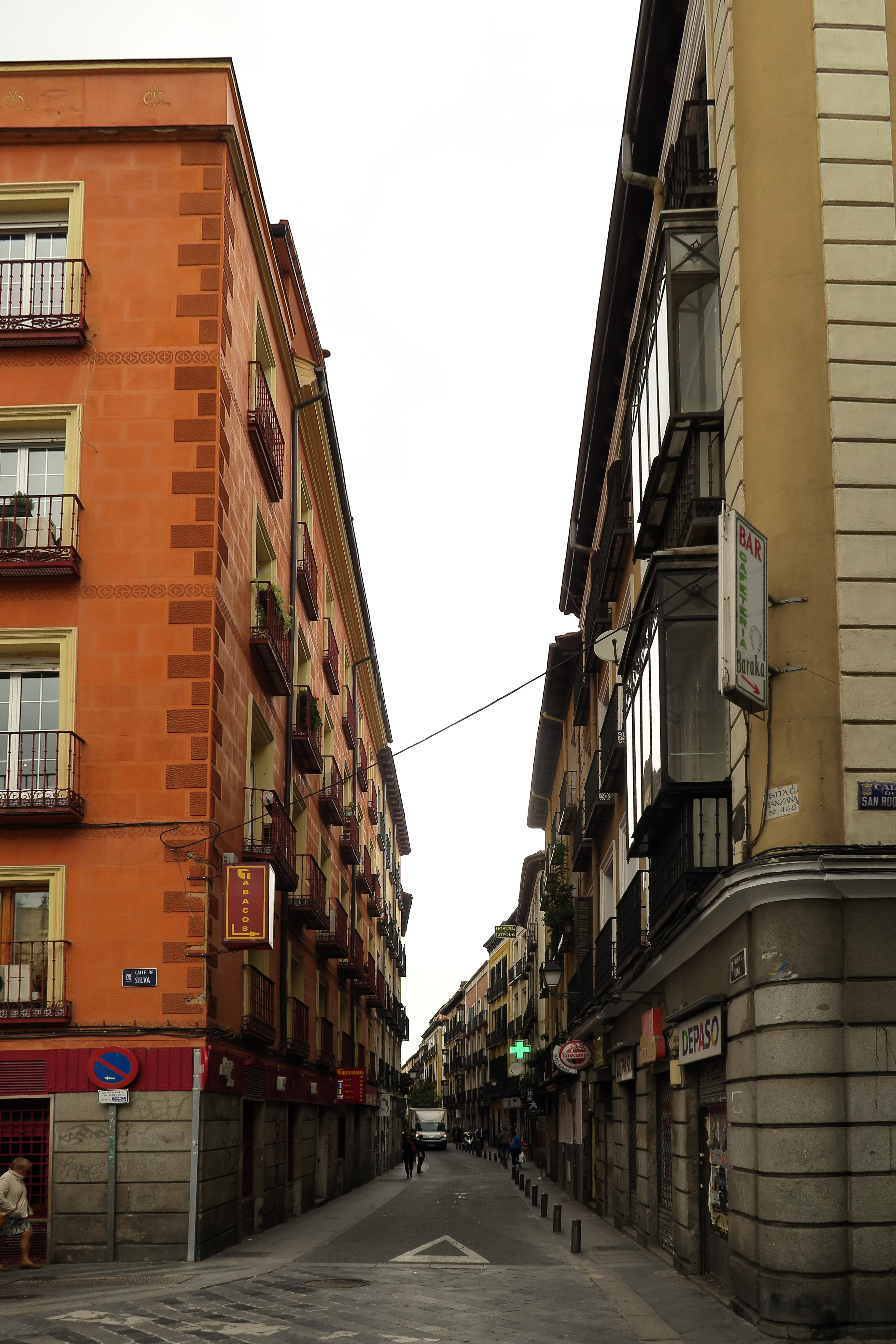
Calle de la Luna, desde la confluencia con la calle de Silva (en 2016)

La calle de la Luna de Madrid es una pequeña vía del distrito de Universidad (015), que baja desde la calle del Desengaño hasta la calle de San Bernardo, en un recorrido que va haciendo esquina, sucesivamente, con la Corredera Baja de San Pablo, la calle de la Madera, Pizarro, Andrés Borrego y Cruz Verde. Su antigüedad y casticismo hicieron que también diera nombre a la vecina Plaza de Santa María de Soledad Torres Acosta, conocida popularmente como "plaza de Luna, de la luna o de los Luna".

## Historia
Una leyenda tradicional del periodo de los Reyes Católicos remonta el origen de la calle de la Luna, al combate que mantuvieron los partidarios de los hermanos Crispi Daura con los de un tal Álvaro de Córdoba, ambos con casas fortificadas en el Madrid renacentista. La batalla no cesó hasta el anochecer, pero al salir la Luna iluminando la casa de don Álvaro se reanudó la pelea, al punto de que ambos caudillos, enzarzados en duelo privado, cayeron muertos al pie de la torre de dicha casa (que desde entonces se llamaría "torre de la Luna"). La reina Isabel, siempre atenta a socavar el poderío militar de la nobleza, mandó las torres de ambas familias. Pero quiso la tradición que en la fachada de la nueva casa que ocupó el solar de don Álvaro de Córdoba se labrase en la piedra una "luna", que luego dio nombre a la calle que de allí partió.

## Palacios, sociedades, bancos, teatros, cafés y cómics
El Palacio de la infanta Luisa Carlota, en la calle de la Luna n.º 32, en su forma inicial, fue obra del arquitecto Juan de Villanueva en 1779. En este lugar, inicialmente construido para el marqués del Llano, vivieron en la década de 1840 la infanta Luisa Carlota y su marido el infante Francisco de Paula.
Cuenta también Répide que entre Tudescos y la calle de Silva estuvo el edificio del palacio de los condes de Sástago, en cuyos bajos se fundó el Banco de San Carlos (1782) y hubo entre 1825 y 1832 un teatrito mecánico que luego se convirtió en el Teatro de Buenavista. El derribo de este palacio de Monistrol en 1970 dio espacio y lugar a la plaza de Santa María de Soledad Torres Acosta, más conocida como plaza de Luna. En el número n.º 11, tuvo en la segunda mitad del siglo xix una de sus sedes la Sociedad Fomento de las Artes, institución creada en 1847 como centro de instrucción para las clases populares.
En el número 15 se levanta el Palacio de Talara y Miranda, de estilo neoclásico y que fue construido a principios del siglo XVIII
Entre el final del siglo xx e inicio del xxi, se pusieron de moda en esta calle y las adyacentes, las tiendas dedicadas a cómics, miniaturas y juegos de rol y de mesa, concentrando a los aficionados a esa pequeña industria en la capital madrileña. También hay una comisaría de policía cerca de su desembocadura en la Carrera de San Bernardo.

## Literatura
La calle es mencionada en La araña negra (1892), de Vicente Blasco Ibáñez: "El tiroteo que se inició en la calle de la Luna había puesto en guardia a los defensores de la plaza Mayor, y al extremo de aquella angosta y oscura callejuela, bajo el amplio arco que daba acceso a la plaza, destacábanse, al rápido resplandor de los fogonazos, los enormes chacós de los milicianos terminados en orondos pompones, y las figuras bizarras, aunque poco militares, de aquellos tenderos, abogados y oficinistas que en días tranquilos jugaban a soldados con infantil complacencia y que en aquella noche, por uno de esos raros fenómenos que surgen en la historia cuando menos se les espera, se disponían a morir como héroes". 